# Поризкова, Полина
Паули́на Пори́зкова-Оке́йсек (чеш. Pavlína Pořízková, [ˈpavliːna ˈpor̝iːskovaː], англ. Paulina Porizkova-Ocasek; род. 9 апреля 1965 года) — американская супермодель, актриса и писательница чешского происхождения. Известна по роли Даллас в криминальном боевике «Кровавый четверг» 1998 года.

## Биография
Родилась 9 апреля 1965 года в Чехословакии, в городе Простеёв. В 1968 году её родители после событий «Пражской весны» и последующего ввода советских войск в Чехословакию выехали из Чехословакии в Швецию, оставив малолетнюю дочь на попечение бабушки. Самой Полине удалось выехать из Чехословакии только спустя семь лет при содействии шведского премьер-министра и общественного деятеля Улофа Пальме.
Карьеру модели начала в 1980-е годы в Париже. В 1984 году, когда ей было 18 лет, она стала первой моделью из Восточной Европы, которая появилась на обложке Sports Illustrated Swimsuit Issue. В августе 1987 года снялась для знаменитого мужского журнала Playboy.
После рождения первого сына в 1993 году пришлось уйти из модельного бизнеса и стать киноактрисой. Её кинокарьера стартовала в 1987 году, а в 1989 году она была номинирована на соискание антинаграды «Золотая малина» за худшую женскую роль в фильме «Её алиби». Поризкова снималась у известных режиссёров, таких как Эмир Кустурица в 1993 году в фильме «Аризонская мечта», и с не менее знаменитыми актёрами — Джонни Деппом, Микки Рурком, Рутгером Хауэром.
Кроме того, известна в качестве писательницы: её первая книга называется A Model Summer, другая — детская книга The Adventures of Ralphie the Roach, написанная в соавторстве с Джоанн Расселл. Ей посвящены песни «Friends of P» группы The Rentals и «Paulina» из дебютного альбома группы No Doubt.
Входила в коллегию судей телешоу «Топ-модель по-американски» в течение трёх сезонов.

## Личная жизнь
23 августа 1989 года вышла замуж за музыканта и актёра Рика Окасека, лидера группы The Cars. Имеет двоих сыновей — Джонатана Рейвена Окасека (род. 4 ноября 1993) и Оливера Ориона Окасека (род. 23 мая 1998). 3 мая 2018 года стало известно, что супруги не живут вместе уже год. 15 сентября 2019 года Поризкова нашла Окасека мёртвым в его нью-йоркской квартире.
Летом 2025 года объявила о помолвке с 61-летним сценаристом и продюсером Джеффом Гринштейном, с которым встречается последние два года.

## Избранная фильмография
| Год       |   | Русское название                 | Оригинальное название   | Роль                |
| --------- | - | -------------------------------- | ----------------------- | ------------------- |
| 1983      | ф | Портфолио                        | Portfolio               | элитная модель      |
| 1984      | ф | Девушка с обложки                | Covergirl               | безымянная роль     |
| 1984      | с | Субботним вечером в прямом эфире | Saturday Night Live     | разные персонажи    |
| 1987      | ф | Анна                             | Anna                    | Кристина            |
| 1989      | ф | Её алиби                         | Her Alibi               | Нина Лонеску        |
| 1993      | ф | Аризонская мечта                 | Arizona Dream           | Милли               |
| 1995      | с | Нед и Стейси                     | Ned and Stacey          | Алекса Мирослав     |
| 1996      | ф | Женская извращённость            | Female Perversions      | Ленгли Флинн        |
| 1996      | ф | Блюз свадебных колокольчиков     | Wedding Bell Blues      | Таня Тучев          |
| 1998      | ф | Кровавый четверг                 | Thursday                | Даллас              |
| 1998      | ф | Тайны прошлого                   | Long Time Since         | Дайан Туэйт         |
| 2000      | ф | Практикантка                     | The Intern              | Чи Чи Чемиз         |
| 2000      | ф | Напарники                        | Partners in Crime       | Уоллис П. Лонгсворт |
| 2000      | с | Поговори со мной                 | Talk to Me              | Тереза              |
| 2000      | ф | После дождя                      | After the Rain          | Эллен Максфилд      |
| 2001      | ф | Лабиринты тьмы                   | Dark Asylum             | Мэгги               |
| 2001      | ф | —                                | Roomates                | Элайза              |
| 2002      | ф | Рядом с Раем                     | Au plus près du paradis | Мэри Рейфелсон      |
| 2002      | ф | Нужные люди                      | People I Know           | доктор Анна Фари    |
| 2004      | ф | Второй, но лучший                | Second Best             | Эллисон             |
| 2004      | ф | Связи                            | Knots                   | Лили Килдер         |
| 2009—2010 | с | Как вращается мир                | As the World Turns      | Кларисса            |
| 2010      | с | Отчаянные домохозяйки            | Desperate Housewives    | в роли самой себя   |
| 2011      | с | Ну что, приехали?                | Are We There Yet?       | Катрина             |
| 2012      | с | В стиле Джейн                    | Jane By Design          | в роли самой себя   |
| 2015      | с | Тайны Лауры                      | The Mysteries of Laura  | Шарлотт Бернис      |
| 2016—2017 | с | На ночь глядя                    | Nightcap                | Ана                 |
| 2017      | с | Булл                             | Bull                    | Нелла Уэстерс       |